# Campeonato Piauiense de Futebol de 2017
O Campeonato Piauiense de Futebol de 2017 foi a 77ª edição do campeonato estadual do Piauí. No total, o campeonato atribuiu duas vagas para a Copa do Brasil de 2018 e para a Copa do Nordeste de 2018, além de uma vaga para a Série D do Brasileiro de 2018. O torneio foi organizado pela Federação de Futebol do Piauí (FFP), teve início em 1 de fevereiro e a final  no dia 21 de maio.

## Fórmula de disputa
O Campeonato Piauiense de 2017 será dividido em dois turnos: o primeiro, denominado Taça Estado do Piauí, será disputado entre 1 de fevereiro e 26 de março. Nele, as oito equipes jogarão entre si em sete rodadas e em sistema de pontos corridos (fase classificatória). Os quatro melhores colocados avançarão para as semifinais, que serão disputadas em jogos únicos. Os vencedores das semifinais disputarão a final do turno também em jogos únicos. O campeão da Taça Estado do Piauí garantirá uma vaga na final do Campeonato Piauiense, a ser disputada em 14 de maio. 
Após o término do primeiro turno, começará a disputa pela Taça Cidade de Teresina. O regulamento e a forma de disputa são idênticos aos da Taça Estado do Piauí, com a diferença da inversão dos mandos de campo na fase classificatória. Da mesma forma, haverá disputa de semifinais e final, e o campeão do segundo turno disputará a final do Campeonato Piauiense com o campeão do primeiro turno. 
Se o mesmo clube vencer os dois turnos, ele será automaticamente declarado o campeão piauiense de 2017. Pelo regulamento, os times rebaixados são as "equipes classificadas" na fase final da Taça Cidade de Teresina, quais sejam, River e Altos, portanto há esse litígio jurídico para o TJD-PI se debruçar ainda para o ano 2017. 
O campeão e o vice ganharão vaga na Copa do Brasil de 2018. Os mesmos disputarão a Copa do Nordeste de 2018. Além disso, o campeão estadual e o vice também disputarão a Série D do Brasileiro de 2018. Caso o River esteja entre os dois melhores, o 3º colocado participará da quarta divisão nacional, uma vez que o River disputará a Série D em 2017.

### Critérios de desempate
Caso duas equipes tenham o mesmo número de pontos ganhos em qualquer fase da competição, o método de desempate seguirá os seguintes critérios:
1. Maior número de vitórias;
2. Maior saldo de gols;
3. Maior número de gols marcados;
4. Maior número de pontos ganhos no "confronto direto";
5. Maior saldo de gols no "confronto direto";
6. Maior número de gols marcados no "confronto direto";
7. Sorteio público na sede da entidade.

## Taça Estado Do Piauí

### Classificação
Desempenho por rodada
- Clubes que lideraram o campeonato ao final de cada rodada:

| Líder da Taça Estado Do Piauí | Líder da Taça Estado Do Piauí | Líder da Taça Estado Do Piauí | Líder da Taça Estado Do Piauí | Líder da Taça Estado Do Piauí | Líder da Taça Estado Do Piauí | Líder da Taça Estado Do Piauí |
| ----------------------------- | ----------------------------- | ----------------------------- | ----------------------------- | ----------------------------- | ----------------------------- | ----------------------------- |
| 1                             | 2                             | 3                             | 4                             | 5                             | 6                             | 7                             |
| ALT                           | RIV                           | FLA                           | ALT                           | ALT                           | FLA                           | ALT                           |

- Clubes que ficaram na última posição do campeonato ao final de cada rodada:

| 1   | 2   | 3   | 4   | 5   | 6   | 7   |
| JUL | PIA | PIA | PIA | PIA | PIA | PIA |

### Fase II
|  | Semifinais | Semifinais  | Semifinais |   |  | Final | Final | Final |
|  |            |             |            |   |  |       |       |       |
|  |            | Altos       | 0          |   |  |       |       |       |
|  |            | River-PI    | 0          |   |  |       |       |       |
|  |            |             |            |   |  | Altos | 1     |       |
|  |            |             | Parnahyba  | 2 |  |       |       |       |
|  |            | Flamengo-PI | 1          |   |  |       |       |       |
|  |            | Parnahyba   | 2          |   |  |       |       |       |

## Premiação
| Campeão Taça Estado do Piauí 2017 |
| Parnaíba                          |
| --------------------------------- |
| Parnahyba (3º título)             |

## Taça Cidade de Teresina

### Classificação
Desempenho por rodada
- Clubes que lideraram o campeonato ao final de cada rodada:

| Líder da Taça Estado Do Piauí | Líder da Taça Estado Do Piauí | Líder da Taça Estado Do Piauí | Líder da Taça Estado Do Piauí | Líder da Taça Estado Do Piauí | Líder da Taça Estado Do Piauí | Líder da Taça Estado Do Piauí |
| ----------------------------- | ----------------------------- | ----------------------------- | ----------------------------- | ----------------------------- | ----------------------------- | ----------------------------- |
| 1                             | 2                             | 3                             | 4                             | 5                             | 6                             | 7                             |
| JUL                           | JUL                           | ALTOS                         | ALTOS                         | ALTOS                         | ALTOS                         | RIV                           |

- Clubes que ficaram na última posição do campeonato ao final de cada rodada:

| 1   | 2     | 3     | 4     | 5     | 6     | 7     |
| FLA | PICOS | PICOS | PICOS | PICOS | PICOS | PICOS |

### Fase II
|  | Semifinais | Semifinais | Semifinais |   |  | Final    | Final | Final |
|  |            |            |            |   |  |          |       |       |
|  |            | River-PI   | 2          |   |  |          |       |       |
|  |            | Piauí      | 2          |   |  |          |       |       |
|  |            |            |            |   |  | River-PI | 1     |       |
|  |            |            | Altos      | 3 |  |          |       |       |
|  |            | Altos      | 1          |   |  |          |       |       |
|  |            | 4 de Julho | 0          |   |  |          |       |       |

## Premiação
| Campeão Taça Cidade de Teresina 2017 |
| Altos                                |
| ------------------------------------ |
| Altos (1º título)                    |

## Final
Ida
| Sábado, 13 de maio | Parnahyba | 0 – 3 | Altos                                                 | Estádio Pedro Alelaf, Parnaíba |
| 20:00              |           |       | 82' Manoel · 90' Felipe Macena · 90+3' Patrick Recife | Público: 933 pagantes          |

| Parnahyba | Altos |

Volta
| Quinta-feira, 17 de maio | Altos                    | 2 – 2 | Parnahyba             | Estádio Lindolfo Monteiro, Teresina |
| 20:00                    | Joelson 23' · Manoel 88' |       | 02', 86' Jânio Daniel | Público: 3 004                      |

| Altos | Parnahyba |

### Premiação
| Campeonato Piauiense de 2017 |
| ---------------------------- |
| ALTOS Campeão (1.º título)   |

## Classificação Geral
- O Comercial-PI desistiu de participar do Piauiense de 2017, sendo assim decretado seu rebaixamento para a Segunda Divisão do Piauiense de 2018.

## Público

### Público por equipe
| Pos. | Equipe     | J  | Acumulado | Maior | Menor | Média |
| ---- | ---------- | -- | --------- | ----- | ----- | ----- |
| 1    | Ríver      | 8  | 10,080    | 2,552 | 766   | 1,260 |
| 2    | Altos      | 10 | 9,291     | 3,004 | 210   | 929   |
| 3    | Parnahyba  | 6  | 7,564     | 1,196 | 933   | 1,260 |
| 4    | Picos      | 6  | 6,849     | 2,219 | 430   | 1,141 |
| 5    | 4 de Julho | 6  | 6,189     | 1,473 | 738   | 1,031 |
| 6    | Flamengo   | 7  | 5,825     | 3,428 | 0*    | 832   |
| 7    | Piauí      | 6  | 2,743     | 702   | 306   | 457   |
| –    | Total      | 50 | 42,541    | 3,428 | 0*    | 850   |

- O Flamengo-PI jogou a última rodada com mando de campo de portões fechados.

Fonte: Federação Piauiense

### Maiores públicos
Esses são os cinco maiores públicos do Campeonato: